# Besserat de Bellefon
Besserat de Bellefon is een champagnehuis dat in 1843 werd opgericht door Edmond Besserat en in Épernay is gevestigd. Het huis is onderdeel van Lanson-BCC en bezit 25 hectare wijngaard, voornamelijk in de vallei van de Marne waar veel pinot meunier wordt verbouwd.
Het huis verwerkt in de champagnes veel druiven uit de grand cru-gemeenten Avize, Bouzy, Chouilly en Cramant. In de kelders laat men de stille champagne in de winter of het voorjaar na de oogst geen malolactische gisting ondergaan om de wijn fris te houden. De van nature optredende tweede gisting wordt tegengehouden door de wijn te koelen.
Tijdens de "prise de mousse", de door toevoeging van een liqueur de tirage veroorzaakte gisting op fles, ontstaat weinig druk in de fles. De liqueur bevat daarvoor te weinig gist. Het huis streeft naar een druk van 4.5 atmosfeer in plaats van 6 atmosfeer om zo een bijzonder fijne mousse te verkrijgen. De belletjes in deze champagne zijn volgens eigen opgave 30% kleiner dan die in andere champagnes.

## Geschiedenis
Een gedetailleerd overzicht van de geschiedenis met de belangrijkste jaartallen:
- 1843: Edmond Besserat richt het champagnehuis op in Aÿ. Hij specialiseert zich in hoogwaardige champagnes die snel populair worden in chique Parijse salons.

- 1920: De kleinzoon van Edmond Besserat trouwt met Yvonne de Bellefon, afkomstig uit een bekende wijnfamilie. Dit huwelijk leidt tot de oprichting van het merk Besserat de Bellefon, waarbij de naam van beide families wordt gecombineerd.

- 1930: Het Parijse restaurant Samaritaine de Luxe vraagt Besserat de Bellefon om een champagne te creëren met een zachtere, fijnere mousse, zodat het beter bij gerechten past. Dit leidt tot de creatie van de Cuvée des Moines, een kenmerkende champagne zonder malolactische gisting.

- 1950-1960: Het huis wordt een vaste waarde in de Franse haute cuisine en luxe horecagelegenheden. De Cuvée des Moines wint aan populariteit en wordt gepositioneerd als dé gastronomische champagne.

- 1990: Het huis blijft groeien en uitbreiden, met een sterke nadruk op de elegantie en finesse van hun champagnes.

- 2006: Het huis wordt overgenomen door de Lanson-BCC Group, wat zorgt voor verdere internationale groei.

- 2019: Het merk ondergaat een herlancering, waarbij de uitstraling en positionering van de champagnes worden gemoderniseerd. Er wordt meer nadruk gelegd op luxe en gastronomie.

- 2025: Het merk blijft een gerespecteerd champagnehuis met een sterke aanwezigheid in toprestaurants en exclusieve clubs wereldwijd.

## Champagnes
De stijl van het huis is gericht op wijnen die bij maaltijden kunnen worden gedronken. De uitdaging van een klant, het restaurant van La Samaritaine, was "produceer een champagne die zo zacht is dat ze bij ieder gerecht kan worden gedronken en ik bestel geen 100 maar 1000 flessen". Besserat de Bellefon reageerde op de uitdaging met de reeks "Cuvée des Moines" (kelder van de monniken) waarvan de smaak en de mousse op gerechten zijn afgestemd.
Besserat de Bellefon verkoopt zeven champagnes:
- De Cuvée des Moines brut is een droge champagne uit 35% chardonnay, 20% pinot noir en 45% pinot meunier.
- De Cuvée des Moines Extra Brut is een zeer droge champagne uit 35% chardonnay, 20% pinot noir en 45% pinot meunier. De liqueur d'expédition bevat minder suiker dan bij de brut champagne.
- De Brut Rosé is een roséchampagne uit 30% chardonnay, 30% pinot noir en 40% pinot meunier.
- De Blanc de Blancs is uitsluitend van chardonnay gemaakt, een methode die blanc de blancs wordt genoemd.
- De 2002 vintage Brut is gemaakt van druiven die in dat goede wijnjaar werden geplukt. Om de wijn goed te laten rijpen is het aandeel pinot meunier kleiner gehouden dan bij Besserat de Bellefon gebruikelijk is. De wijn bevat 54% chardonnay, 15% pinot noir en 31% pinot meunier.
- De B de B cuvée (op het etiket zijn de twee B's elkaars spiegelbeeld) is een champagne van 45% chardonnay, 45% pinot noir en 10% pinot meunier. De druiven komen uit de grand en premier cru-gemeenten Oger, Chouilly, Cramant, Cumières, Festigny, Ambonnay, Mailly en Mareuil-sur-Ay.
- Ook de Besserat de Bellefon Champagne Marquis de Vauzelle is een champagne van dit huis. Deze champagne wordt uitsluitend van de pinot meunier gemaakt.